# Abborrasjön (Fagereds socken, Halland, 634399-131423)
Abborrasjön är en sjö i Falkenbergs kommun i Halland och ingår i Ätrans huvudavrinningsområde.